# Feoktist (Igumnov)
Feoktist (světským jménem: Andrej Lvovič Igumnov; * 3. srpna 1977, Charkov) je ukrajinský duchovní Ruské pravoslavné církve a biskup pereslavský a ugličský.

## Život
Narodil se 3. srpna 1977 v Charkově.
Navštěvoval střední školu č. 4 ve Votkinsku v Udmurtsku. Poté studoval na Iževské statní technické univerzitě, kde získal specializaci z přístrojů a metod lékařské diagnostiky. Na stejné univerzitě získal také specializaci z tepelných a elektrických raketových motorů. Pracoval v naučno-technickém centru Vaschod a podniku Gorsvet.
Od roku 2001 sloužil jako oltářník v katedrálním chrámu svatého Alexandra Něvského v Iževsku. Dne 2. června 2002 jej metropolita iževský a udmurtský Nikolaj (Škrumko) rukopoložil na diákona. Od roku 2007 studoval na Moskevském duchovním semináři.
Dne 6. dubna 2008 Byl arcibiskupem verejským Jevgenijem (Rešetnikovem) rukopoložen na jereje. Od září 2009 do prosince 2010 sloužil v Donském monastýru. Dne 16. března 2010 byl postřižen na monacha se jménem Feoktist na počest svatého Feoktista Novgorodského.
V červnu 2012 dokončil Moskevskou duchovní akademii. Sloužil v chrámu svatého Alexandra Něvského při akademii. Poté byl vyslán do ruských farností v Dánsku.
Od 1. října 2013 působil jako vedoucí sekretariátu naučno-výzkumných projektů Vydavatelské rady Ruské pravoslavné církve a od 20. března 2014 jako asistent předsedy této rady. Dne 9. června 2014 byl jmenován zástupcem předsedy vydavatelské rady. Od stejného roku sloužil v chrámu Narození Krista na Mitině.
Dne 14. května 2018 jej Svatý synod zvolil biskupem gorodiščenským a vikářem volgogradské eparchie. Následující den byl povýšen na archimandritu a biskupská chirotonie proběhla 3. června v chrámu Krista Spasitele v Moskvě. Tuto funkci vykonával do 28. prosince, kdy byl jmenován biskupem pereslavským a ugličským.
Dne 29. prosince 2020 byl ustanoven místopředsedou komise pro dialog mezi Ruskou pravoslavnou církví a Syrskou pravoslavnou církví.